# Karott

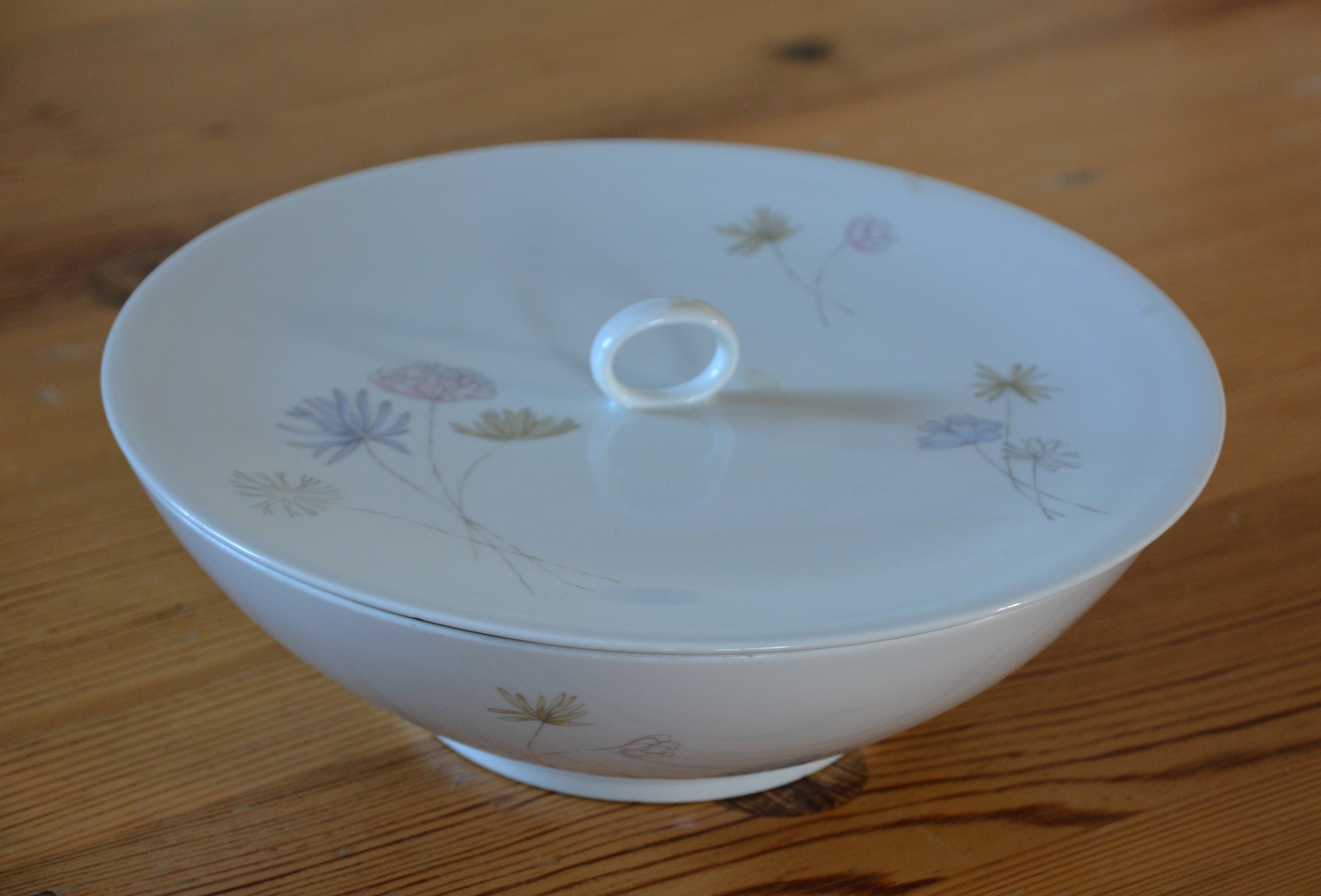
Karott i benporslin

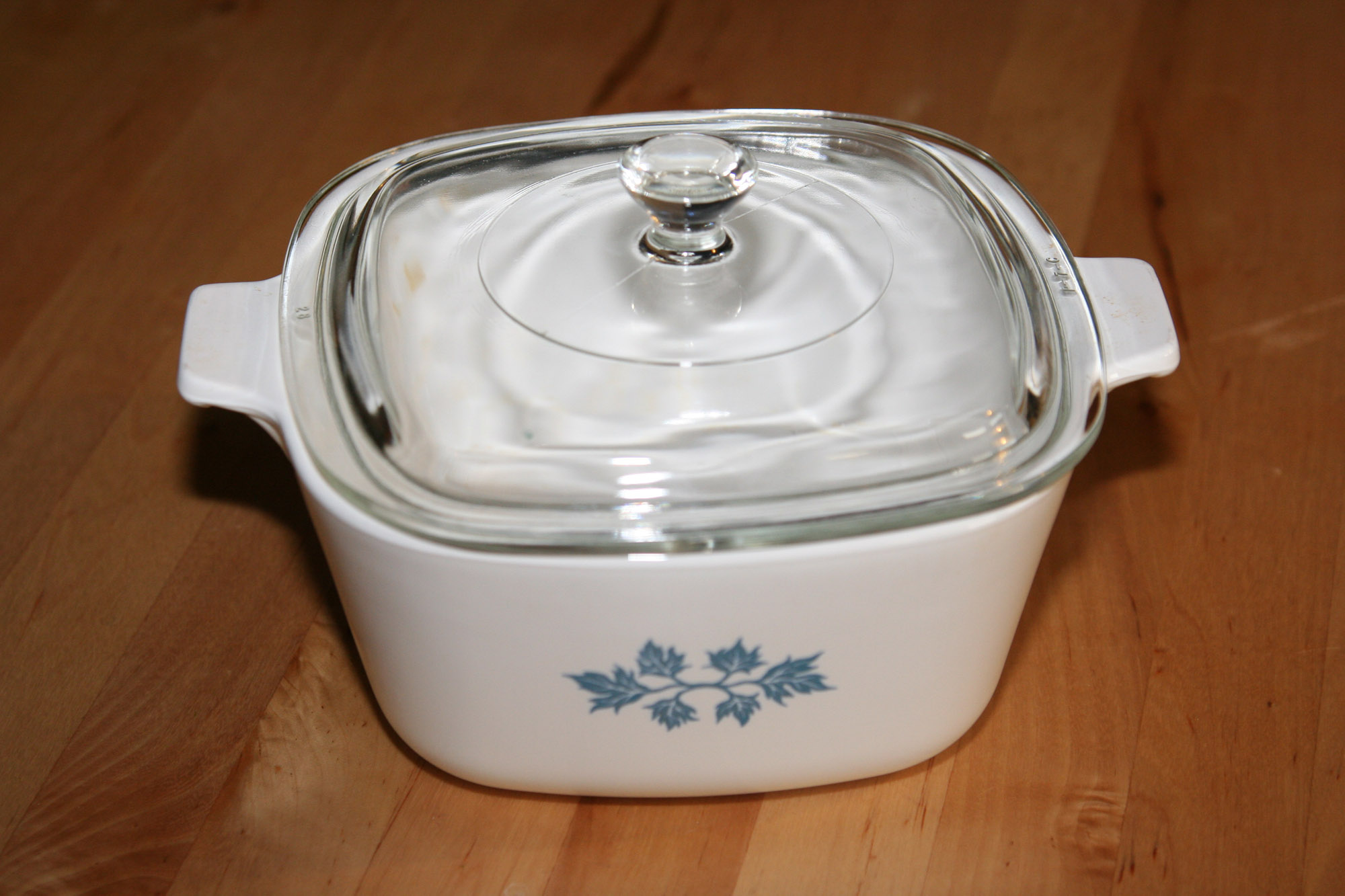
Karott

Karott är en del av en matservis för uppläggning och servering av mat, oftast varm. Karotten är en skål med eller utan lock som vanligen är av porslin.